# 土地公埔
土地公埔，是新北市三芝區的一個地名，位於該區東南部，範圍大致包括福德里、圓山里南大半部。

## 歷史
台灣清治末期至日治前期，土地公埔地區為一街庄，稱為「土地公埔庄」，隸屬於芝蘭三堡。該庄東北與小基隆舊庄、小基隆新庄、老梅庄為鄰，東南與頂角庄、竹仔湖庄為鄰，西南邊為新庄仔庄，西北邊為草埔尾庄、錫板庄。
1901年（日治明治三十四年）11月，該庄隸屬於臺北廳，編入第二十九區。1906年（明治三十九年）1月，第二十九的部分街庄合併為「北新庄仔區」，該庄屬之。1920年（大正九年），該庄改制並改名為「土地公埔」大字，隸屬於臺北州淡水郡三芝庄，大字下有「土地公埔」、「埔尾」、「大水窟」、「大湖」、「石曹子坑」、「員山子頂」、「三板橋」、「芋尾崙」、「五腳松」、「內柑宅」、「木屐寮」、「八連溪頭」小字名。
戰後三芝庄改制為三芝鄉，隸屬於臺北縣，大字亦改制為村。2010年12月，臺北縣升格為新北市，三芝鄉改制為三芝區，村亦改制為里。

## 交通
市道101號經過土地公埔地區西部，往北可在新小基隆接省道台1線，往南轉西南可前往北新庄子、淡水市區。

## 學校
- 三芝國中（大部分）
- 三芝國小（部分）